# هوستون (جورجیا)
هوستون، جورجیا (به انگلیسی: Hoschton, Georgia) یک شهر در ایالات متحده آمریکا با جمعیت ۱٬۳۷۷ نفر است که در جورجیا واقع شده‌است.

## موقعیت جغرافیایی
موقعیت جغرافیایی شهرها و مناطق اطراف به شرح زیر است: